# آیت عبدالهادی
آیت عبدالهادی (به لاتین: Aït Abdelhadi) روستایی در آمال (استان بومرداس) است که در ناحیه ثنیه واقع شده‌است. آیت عبدالهادی ۵٫۶ کیلومتر مربع مساحت دارد ۵۳۰ متر بالاتر از سطح دریا واقع شده‌است.